# Luis Ramírez de Lucena

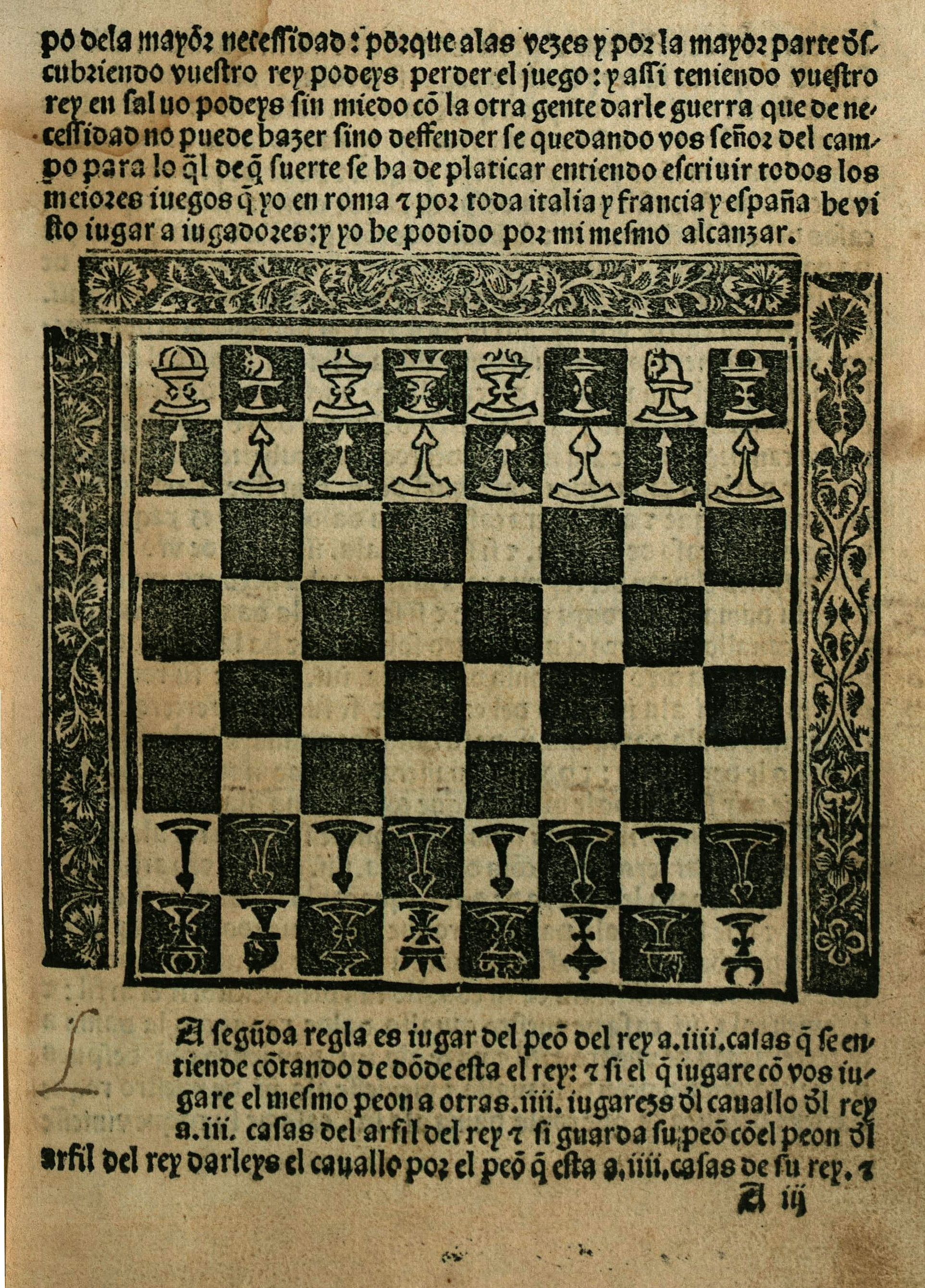
Folio con diagrama de ajedrez del tratado de Lucena.

¿ Luis ?Ramírez de Lucena (c. 1465-c. 1530) fue un ajedrecista español del siglo XVI. Escribió el tratado de ajedrez impreso más antiguo que se conserva, Repetición de amores y arte de ajedrez, publicado en Salamanca en 1497.
Se conoce bien poco sobre la vida de este jugador y autor, que podría ser un hijo ilegítimo de Juan Ramírez de Lucena. De hecho, sólo el apellido es seguro. Se sabe que estudió en la Universidad de Salamanca, y se cree que pudo haber sido un judío converso, e incluso que pudo haber sido la persona en quien Fernando de Rojas se inspiró para el Calisto de La Celestina.
Una posición de final de partida se conoce como la posición de Lucena, aunque no aparece en su libro.

## Su importancia en el ajedrez
A finales del siglo XV las reglas actuales del ajedrez ya habían aparecido pero aún no estaban unificadas, y en cada lugar se jugaba con matices más o menos diferentes. En esa época Luis de Lucena compuso un libro en el que por primera vez aparecían unificadas todas las reglas del ajedrez, que son con las que se juega actualmente. Llevaba por título Repetición de amores y arte de ajedrez, con 150 juegos de partido, y la primera edición apareció en Salamanca en 1497. También incluía las reglas antiguas.
Es de suponer que se trata de una recopilación, ya que su riqueza de ideas es asombrosa, y si fueran obra de Lucena, habría que considerarlo el mayor genio ajedrecístico de todos los tiempos. No obstante, su recopilación muestra un conocimiento de los secretos del juego que le convierten, seguramente, en uno de los más grandes ajedrecistas de su tiempo. 
Lucena enunció más o menos someramente los principales planteamientos actuales: el Giuoco piano de la apertura italiana, la apertura española, la del peón de dama, el gambito de rey, las defensas que hoy se conocen con el nombre de Philidor, Petrov, la francesa, la holandesa, los fianchettos de rey y de dama, la apertura de alfil, y otras que posteriormente se ha atribuido a ajedrecistas más modernos. 
Incluye las ideas fundamentales del desarrollo de las piezas, los problemas del avance de los peones, sobre todo los del enroque, la importancia de ocupar el centro, la de abrir líneas para los alfiles, la torre y la dama.